# 無伴奏フルートのための12のファンタジア
無伴奏フルートのための12のファンタジア（英語: 12 Fantasias for Transverse Flute without Bass）TWV40:2-13は、ドイツの作曲家ゲオルク・フィリップ・テレマンが、1732年から1733年にかけてハンブルクで作曲したフルートのための無伴奏作品である。
テレマンの独奏楽器のための作品は他にも「ヴァイオリンのための12の幻想曲」TWV40:14-25や、「ヴィオラ・ダ・ガンバのための12の幻想曲」TWV40:26-37などがある。

## 構成
演奏時間は約55分ほど。
- 第1番　イ長調　ヴィヴァーチェ4/4 - アレグロ3/8
- 第2番　イ短調　グラーヴェ3/4 - ヴィヴァーチェ3/4 - アダージョ4/4 - アレグロ2/4
- 第3番　ロ短調　ラルゴ ~ ヴィヴァーチェ ~ ラルゴ ~ ヴィヴァーチェ4/4 - アレグロ6/8
- 第4番　変ロ長調　アンダンテ4/4 - アレグロ3/4 - プレスト4/4
- 第5番　ハ長調　プレスト4/4 ~ ラルゴ3/2 ~ プレスト4/4 ~ ドルチェ3/2  - アレグロ9/8
- 第6番　ニ短調　ドルチェ3/4 - アレグロ4/4 - スピリトゥオーソ3/2
- 第7番「アラ・フランチェーゼ」　ニ長調　ラルゴ4/4 ~ アレグロ3/8 ~ ラルゴ4/4 - プレスト4/4
- 第8番　ホ短調　ラルゴ4/4 - スピリトゥオーソ12/8 - アレグロ3/4
- 第9番　ホ長調　アフェットゥオーソ3/4 - アレグロ3/8 - グラーヴェ3/2 - ヴィヴァーチェ2/4
- 第10番　嬰ヘ短調　ア・テンポ・ジュスト3/4 - プレスト4/4 -モデラート3/8
- 第11番　ト長調　アレグロ4/4 - ヴィヴァーチェ4/4 - アレグロ6/4
- 第12番　ト短調　グラーヴェ3/2 ~ アレグロ3/4 ~ ドルチェ4/4 ~ アレグロ3/4 - プレスト4/4